# VTB United League
La VTB United League és una competició de bàsquet que enfronta clubs de diversos països de l'est d'Europa. Va ser fundada l'any 2008.

## Història
La VTB United League va ser fundada el 2008 amb l'objectiu de crear una competició potent per als equips de bàsquet de l'est d'Europa. A la primera edició, anomenada Promo-Cup, hi van participar 8 clubs de Rússia, Lituània, Ucraïna, Letònia i Polònia. A la temporada 2009-2010 es va fer la primera temporada sencera. Hi van participar 8 clubs de Rússia, Ucraïna, Lituània, Letònia i Estònia. A la temporada 2010-2011 hi van participar 12 clubs de Rússia, Lituània, Ucraïna, Polònia, Letònia, Belarús i Finlàndia. A la temporada 2011-2012 l'expansió va continuar, i es va incrementar el nombre de participants a 22, de 10 països diferents: Rússia, Lituània, Ucraïna, Polònia, Letònia, Estònia, Belarús, Finlàndia, República Txeca i Kazakhstan.

A la temporada 2012-2013 hi van participar 20 equips de Belarús, Estònia, Letònia, Lituània, Kazakhstan, Polònia, República Txeca, Rússia i Ucraïna.

## Sistema de competició (temporada 2017-18)
El sistema de competició consisteix en dues fases: la lliga regular i els play-offs.
En la lliga regular cada un dels 13 equips participants ha de jugar dos partits amb cadascun els altres equips (un com a local i un com a visitant). Una vegada s'han disputat tots els partits, els vuit primers classificats passen als play-offs. Els play-offs consten de tres eliminatòries: quarts de final, semifinals i final. Totes les eliminatòries es disputen al millor de cinc partits. Els guanyadors de cadascun dels aparellaments de quarts de final passa a les semifinals, i els guanyadors dels aparellaments de semifinals arriben a la final, on es decideix el campió.

## Equips participants (temporada 2022-2023)
| Equip                 | Ciutat          |
| --------------------- | --------------- |
| Avtodor               | Saràtov         |
| Astana                | Astanà          |
| Enisey                | Krasnoiarsk     |
| Zenit Sant Petersburg | Sant Petersburg |
| MBA                   | Moscou          |
| Lokomotiv-Kuban       | Krasnodar       |
| BC Nizhny Novgorod    | Nijni Nóvgorod  |
| Parma                 | Perm            |
| Runa                  | Moscou          |
| Samara                | Samara          |
| UNICS Kazan           | Kazan           |
| Minsk                 | Minsk           |
| Uralmash              | Iekaterinburg   |
| PBC CSKA Moscou       | Moscou          |

Equips que han participat en edicions anteriors:
- Azovmaix de Mariúpol
- BC Zalgiris Kaunas
- BK Spartak Sant Petersburg
- BC Donetsk
- PGE Turow
- Lietuvos Rytas
- BC Krasnye Krylia
- Nilan Bisons Helsinki
- Vita
- BC Nymburk
- Krasny Oktyabr
- VEF Riga
- BC Kalev
- Stelmet Zielona Góra

## Historial
| Temporada           | Campió          | Subcampió       | Resultat de la final             |
| Temporada 2008-2009 | PBC CSKA Moscou | BC Khimki       | 70-66                            |
| Temporada 2009-2010 | PBC CSKA Moscou | UNICS Kazan     | 66-55                            |
| Temporada 2010-2011 | BC Khimki       | PBC CSKA Moscou | 66-64                            |
| Temporada 2011-2012 | PBC CSKA Moscou | UNICS Kazan     | 74-62                            |
| Temporada 2012-2013 | PBC CSKA Moscou | Lokomotiv Kuban |                                  |
| Temporada 2013-2014 | PBC CSKA Moscou | Nijni Nóvgorod  | 3-0 (65-54, 86-59, 82-66)        |
| Temporada 2014-2015 | PBC CSKA Moscou | BC Khimki       | 3-0 (89-62, 94-81, 99-69)        |
| Temporada 2015-2016 | PBC CSKA Moscou | UNICS Kazan     | 3-1 (84-76, 90-77, 74-79, 81-74) |
| Temporada 2016-2017 | PBC CSKA Moscou | BC Khimki       |                                  |
| Temporada 2017-2018 | PBC CSKA Moscou | BC Khimki       | 95-84                            |
| Temporada 2018-2019 | PBC CSKA Moscou | BC Khimki       | 3-0 (-, -, 62-80)                |
| Temporada 2019-2020 |                 |                 |                                  |
| Temporada 2020-2021 |                 |                 |                                  |
| Temporada 2021-2022 |                 |                 |                                  |
| Temporada 2022-2023 | UNICS Kazan     | Lokomotiv-Kuban | 3-2 (Final a 5 partits)          |

## Palmarès
| Clubes          | Campionats | Campionats                                        | Subcampionats | Subcampionats            | Finals |
| --------------- | ---------- | ------------------------------------------------- | ------------- | ------------------------ | ------ |
| PBC CSKA Moscou | 10         | 2009 2010 2012 2013 2014 2015 2016 2017 2018 2019 | 1             | 2011                     | 11     |
| BC Khimki       | 1          | 2011                                              | 5             | 2009 2015 2017 2018 2019 | 6      |
| UNICS Kazan     | 1          | 2023                                              | 3             | 2010 2012 2016           | 4      |
| Lokomotiv Kuban |            |                                                   | 2             | 2013, 2023               | 2      |
| Nijni Nóvgorod  |            |                                                   | 1             | 2014                     | 1      |